# اف‌ژ ۴۲

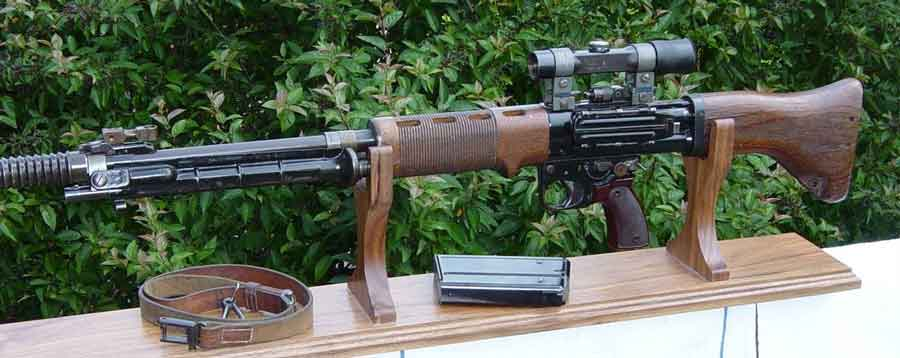
اف‌ژ ۴۲

اف‌ژ ۴۲ (به آلمانی: Fallschirmjägergewehr 42 تفنگ چترباز ۴۲) نوعی تفنگ اتوماتیک و مسلسل سبک ساخت آلمان نازی در طول جنگ جهانی دوم و به‌طور اختصاصی برای استفاده در بخش هوابرد بود. طراحی این سلاح در سال ۱۹۴۱ انجام و در سال‌های بعد به مقدار محدود تولید شد و تا پایان جنگ مورد استفاده بود. این سلاح یکی از سلاح‌های مدرن جنگ جهانی دوم به حساب می‌آمد. این سلاح از خانوادهٔ موزر کارابینر می‌باشد با این تفاوت که اف‌ژ ۴۲ بسیار سبک‌تر و همچنین لگد کمتر نسبت به کارابینر است.

## استفاده در عملیات کرت و ایچه
در سال ۱۹۴۱ نیروی هوایی آلمان (لوفت وافه) درخواستی مبنی بر تولید سلاح دستی برای سربازان چتر باز به شرکت آلمانی Erprobungsstelle داد. در زمان قبل از تولید این سلاح، افراد لوفت وافه از سلاح کارابینر ۹۸ استفاده می‌کردند. به همین دلیل اف‌ژ ۴۲ به سرعت توسط شرکت ذکر شده تولید و جایگزین سلاح کارابینر ۹۸ شد. از این سلاح در عملیات کرت توسط نیروهای هیر استفاده شد. در این نبرد، هر کدام از چتر بازهای آلمانی یک اف‌ژ ۴۲ در اختیار داشتند. سلاح‌های آن‌ها با زنجیری به لباس چتر بازان هیر متصل بود تا آن‌ها را از دست ندهند! در عملیات کرت بنا بر دلایل گوناگون این سلاح‌ها موفق ظاهر نشدند و شکست سنگینی به آلمان وارد شد و چتر بازان بسیاری کشته شدند. یکی از این دلایل این بود که سلاح‌های استفاده شده از سوی متفقین در این نبرد برد بیشتری نسبت به اف‌ژ ۴۲ داشتند. تجربه نبر کرت نشان داد که اف‌ژ ۴۲ سلاح مناسبی برای عملیات هوابرد نیست. از این پس سلاح در عملیات‌های پیاده‌نظام شرکت داشت. یکی دیگر از موارد استفاده از این سلاح عملیات نجات بنیتو موسولینی و خارج کردن او از ایتالیا بود که به عملیات ایچه معروف است. در این عملیات، کماندوهای آموزش دیدهٔ آلمانی سعی در نجات بنیتو موسولینی از دست متفقین و به خصوص نیروهای آمریکایی داشتند. این عملیات در سپتامبر سال ۱۹۴۳، توسط نیروهای چتر بازوافن اس اس و به دستور مستقیم آدولف هیتلر انجام شد. فرماندهی این عملیات بر عهدهٔ گروهبان اتو هارالد مورس بود.

## تولید
قبل از تولید انبوه این سلاح نمونه‌های زیادی طراحی و آزمایش شد تا بتواند نیازهای سربازان را بر آورده کند. در تولید این سلاح، آلیاژی از نیکل و منگنز به‌طور فراوان استفاده می‌شد. سیستم سلاح نیز به‌طور مداوم تغییر می‌کرد و پیشرفته‌تر می‌شد. با نزدیک شدن به پایان جنگ تعدادی از این طرح‌ها حتی به مرحله تولید نیز نرسید.
بی‌دی ۴۲ آخرین و پیشرفته‌ترین نمونه طراحی‌شده از این سلاح بود که به صورت نیمه اتوماتیک درآمده بود.بی‌دی ۴۲ به مرحلهٔ تولید انبوه نرسید و فقط تعداد بسیار اندکی از آن تولید شد.

## پیکربندی
- وزن:۴٫۲ کیلوگرم
- طول:۹۷ سانتی‌متر
- نرخ آتش:۹۰۰ بار در دقیقه
- سرعت:۷۴۰ متر بر ثانیه
- محدودهٔ مؤثر (برد):۵۰۰ متر